# Кривичи (Львовская область)
Кривичи́ (укр. Кривичі) — село в Глинянской городской общине Львовского района Львовской области Украины.
Население по переписи 2001 года составляло 283 человека. Занимает площадь 1,194 км². Почтовый индекс — 80735. Телефонный код — 3265.